# Gabane
Gabane est une ville de l'ouest du Botswana qui fait partie du District de Kweneng.
Gabane comptait 15 237 habitants lors du recensement de 2011.